# Curimata cyprinoides
Curimata cyprinoides is een straalvinnige vissensoort uit de familie van de brede zalmen (Curimatidae). De wetenschappelijke naam werd gepubliceerd in 1766 door Carl Linnaeus.
De zoetwatervis is ongeveer 21,3 cm lang en leeft in stroompjes en kreken met bladafval en organisch materiaal op de bodem. Hij eet organisch afval. De vis heeft Suriname als typelocatie maar komt in Brazilië, Guyana, Frans Guyana en Venezuela voor.